# Нова генерация
„Нова генерация“ е ню уейв група в София, България, основана през 1987 година и съществувала до 1992 година.

## История
Началото на "Нова Генерация" е поставено през 1979 - 1980 година с група "Парадокс": Димитър Воев, Кристиян Костов и Кирил Манчев. 
По-късно, през 1985 година, Воев започва да свири с Васил Гюров и Кирил Манчев, и така, на един купон се ражда идеята за група "Кале" - една от първите постпънк и ню уейв групи в България. Без да си налагат някакви ограничения или стилова насоченост, те наблягат на текстовете, които са на Воев и Гюров. Репетиците се рализират на купони и групата добива популярнст сред приятели. Единствената публична изява на "Кале" е на 15 май 1987 г. на първия рок фестивал в Летния театър на София. Сред преобладаващите хардрок банди, появата на тримата с неочаквания им стил и текстове, предизвиква фурор. Кулминацията е по средата на третото парче - "Епитаф на Кале", в което прозвучава: "Светът е нещо, о, любима, над което аз...пикая". Тук организаторите им изключват микрофоните и ги свалят от сцената. Четирхилядната публика става на крака и дълго време скандира "Кале".
През 1987 г. „Кале“ се разпада, а песните им продължават да се свирят на концертите на „Нова генерация“ и "Ревю". През същата година  Димитър Воев, Кристиян Костов, Кирил Манчев и Пепи Попов  създават "Вход Б".  Идеята е да се заложи на второстепенното. След като  Пепи Попв напуска групата, тримата и се кръщават “Нова Генерация” - по поемата на Димитър Воев „Нова генерация завинаги“. 
През 1988 г. се присъединява Алина Трингова, а Кирил Манчев отива в "Ревю" като същевременнно е гост - барабанист в "Нова генерация". Едно от първите им запомнящи се участия е в рок фестивала "Рок под звездите" в Приморско, лятото на 1988 г. Фестивалът има конкурсен характер и всички групи взимат награди. Според публиката "Нова генерция" е откритието на фестивала, но журито не я удостоява с нито една награда.
По-късно се присъединява Михаил Пешев-клавири и флейта. В този състав през 1989 г. записват първата плоча от поредицата BG Rock, която поделят по половина с „Контрол“.
В началото на 1990 г. Костов и Пешев заминават за Канада с първата емигрантска вълна. „Нова генерация“ остават само двама - Димитър Воев и Алина Трингова. След усилиено търсене, се появяват Димитър Попов - Димбето (китара) и Екатерина Атанасова (клавири и вокал). В тази формация,  „Нова генерация“ свири в Берлин на фестивала Songs. Там получава висока оценка от публиката и журито, а стила им се определя като филм на Тарковски.
В началото на 1991 г. музикална къща „Джо-Дилема“ издава първата касета Forever на „Нова генерация“. 
През 1992 г. групата преиздава албума Forever с 2 нови песни: „Скорпионите танцуват сами“ и „Мухата“. Съставът е: Димитър Воев, Екатерина Атанасова, Георги Стоилов („Мефисто“) и Симеон (Мони) Воев („Абсолютно начинаещи“).
На 7 май 1992 г. се организира концерт в зала „България“ с интересно съчетание от песните на „Кале“, Воцек и Чугра, „Абсолютно начинаещи“ и „Нова генерация“. В ролята на менажер е Светослав Битраков - музикант и приятел на Димитър Воев. Той организира още един концерт в края на юли  в залата на ЦСДК (зад опашката на коня), който се оказва последен за Димитър Воев. Групата представя познатите вече парчета в нов, по-студен аранжимент и едно съвсем ново - "Вярата боли". Дни след този концерт Воев влиза в болница.
Групата прекратява дейността си след смъртта на Димитър Воев на 05 септември 1992 г.
Последният концерт с името „Нова Генерация“ е на 21 май 1993 г. Представен е посмъртно издаденият албум „Отвъд смъртта“ на рождения ден на Димитър Воев.

## Състав
- 1987
  - Димитър Воев – бас, вокал
  - Кристиян Костов – китара
  - Кирил Манчев – барабани

- 1988
  - Димитър Воев – бас, вокал
  - Кристиян Костов – китара
  - Михаил Пешев – клавир, флейта
  - Алина Трингова – вокал

- 1989
  - Димитър Воев – бас, вокал
  - Кристиян Костов – китара
  - Михаил Пешев – клавир, флейта
  - Алина Трингова – вокал
  - Людмил Миловански – барабани (1989, начало)
  - Кирил Манчев – барабани (1989, края)

- 1990
  - Димитър Воев – бас, вокал
  - Алина Трингова – вокал
  - Димитър Божидаров – китара
  - Екатерина Атанасова – клавир, вокал

- 1991
  - Димитър Воев – бас, вокал
  - Екатерина Атанасова – клавир, вокал
  - Симеон Воев – китара
  - Георги Стоилов – барабани

- 1992
  - Димитър Воев – бас, вокал
  - Екатерина Атанасова – клавир, вокал
  - Симеон Воев – китара

## Дискография
- „Вход Б“ (1988, издаден през 1995 от DS Music)
- „BG Rock I“ (1989, съвместно с Контрол, Балкантон)
- „Forever“ (1991, DS Music)
- „Отвъд смъртта“ (1992, DS Music)[1]
- „Завинаги ‘98“ (1998, Marko’s Music)